# Bing Travel
Bing Travel (anteriormente Live Search Farecast y Farecast.com) es el primer portal de predicción de pasaje aéreo en la industria de sistema de reservas de equipo. Bing Travel se inició en mayo de 2006 como Farecast y pasó por un año de prueba beta antes de salir una versión beta de 15 de mayo de 2007. Dentro de la industria de viajes, Bing Travel es el único sitio Web que ofrece predicciones sobre cuándo es el mejor momento para comprar billetes de avión.

## Historia
Farecast fue fundado en 2003 por Oren Etzioni (fundador de MetaCrawler y un profesor en el Departamento de ciencia & informática en la Universidad de Washington) y  ha recogido más de 175 millones de boletos aéreos observaciones hasta la fecha. El Equipo del Farecast de base de datos utiliza estas observaciones de boletos aéreos para crear algoritmos para predecir los precios de boletos aéreos futuros.
En agosto de 2007 Farecast lanzó una versión beta de su motor de búsqueda de hotel con una clave de tasa innovadoras "trata". En mayo de 2007 los resultados de compañía según una auditoría independiente comprobó la exactitud de predicción del Farecast en 74,5 por ciento y también lanzadas características adicionales, tales como Farecast alertas (un servicio de notificación que informará a los viajeros de gotas de precio clave) y una calidad de vuelo filtro permite a los viajeros ordenar los vuelos por tipo. En febrero de 2007 Farecast introdujo a tarifa guardia, que permite a los clientes lock-en un precio específico para un vuelo y ser protegidos de aumentos de precios futuros para los siguientes siete días.
En abril de 2008, Farecast fue comprada por Microsoft por una cuota cree que unos 75 millones de dólares a 115 millones. Microsoft oficialmente integró Farecast con Live Search en mayo de 2008. El 3 de junio de 2009, Microsoft renombrados oficialmente Live Search Farecast como Bing Travel como parte de sus esfuerzos para crear una nueva identidad de búsqueda.

## Controversia
Bing Travel parece haber copiado sus diseños de Kayak.com. Microsoft niega las acusaciones y afirmó que "Bing viajes se basa en un desarrollo independiente por Microsoft y Farecast.com, que Microsoft adquirió en 2008. Cualquier alegaciones contrarias son sin mérito".